# Gepersonaliseerde postzegel

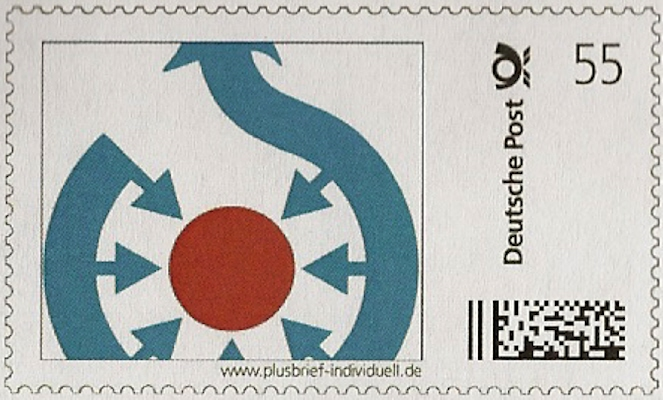
Idem met het logo van Commons

Een gepersonaliseerde postzegel is een postzegel waarbij de afbeelding op de postzegel (of op een tab naast de postzegel) door de klant wordt aangeleverd. Deze afbeelding wordt geplaatst in een "frame" met de landnaam en een aanduiding van de nominale waarde. In een aantal landen wordt deze faciliteit door de posterijen geboden. 
TNT Post spreekt van "persoonlijke postzegel" en "bedrijfspostzegel".
Veel filatelisten vinden het moeilijk om een standpunt te bepalen over hoe je deze postzegels opneemt in je verzameling.
De redactiecommissie van de NVPH-catalogus heeft er ook moeite mee.